# Jusufi Plumb
Jusufi Plumb (* 10. února 1988) je chorvatský fotbalový záložník, původem z Makedonie, hrající za chorvatský klub NK Cres.

## Klubová kariéra
S fotbalem začal u mládežnických výběrů Dinama Zagreb, na podzim 2006 pak v jeho dresu naskočil do nejvyšší chorvatské soutěže. V lednu 2007 poprvé změnil dres, když odešel do slovinského týmu NK Bonifika Izola. V létě téhož roku změnil zaměstnavatele znovu, tentokrát se jím stal slovinský mistr NK Domžale. Za Domžale nastoupil do dvou utkání Ligy mistrů – s Dinamem Zagreb a FK Tirana. Po skončení ročníku zamířil do Albánie, do týmu KS Dinamo Tirana, kde odehrál celý ročník 2008/09. Následující sezonu hrál v nejvyšší albánské soutěži za KS Kastrioti Krujë. Po skončení sezony se rozhodl pro návrat do Chorvatska. V prvoligovém celku NK Hrvatski Dragovoljac vydržel pouze polovinu ročníku, na jaře už hrál druhou ligu za HNK Gorica. Po skončení sezony se vrátil do Dragovoljace. V září 2011 odešel nejprve na testy a následně na hostování do českého druholigového celku FC Vysočina Jihlava, ale vinou zranění odehrál za áčko pouze 1 utkání. Za "B" tým nastoupil k 6 zápasům a vstřelil 1 gól. V zimě 2012 tedy své působení v Jihlavě ukončil a zamířil do makedonského týmu Škendija Tetovo a v srpnu 2012 do celku KS Tomori Berat, který hraje nejvyšší albánskou ligu. Ten na konci ledna 2013 opustil a přestoupil do chorvatského týmu NK Cres. V Chorvatsku vydržel jen půl roku a v srpnu zamířil do Finska, do týmu FC Jazz Juniorit. Ve Finsku vydržel rok a půl, než se vrátil na Balkán do makedonského celku FK Renova Džepčište. V dubnu 2015 se do Finska vrátil, tentokrát do celku MuSa. Moc dlouho v něm ale nevydržel, neboť v říjnu zamířil do chorvatského celku NK Lošinj. V dubnu 2016 se do MuSy vrátil, ale už v červenci zamířil na Slovensko do celku FK Poprad.

## Úspěchy
- NK Domžale
  - mistr Slovinska (2007/08)